# جرائم الحرب النازية
خلال الحرب العالمية الثانية، ارتكبت القوات المسلحة الألمانية مجتمعة (هير وكريسمارينه ولوفتفافه) جرائم حرب منظمة، بما في ذلك المذابح والاغتصاب الجماعي والنهب واستغلال السخرة وقتل ثلاثة ملايين من أسرى الحرب السوفيت، وشاركوا في إبادة اليهود. في حين أن الحزب النازي وشوتزشتافل (ولا سيما توتنكوبف-إس إس، وحدات القتل المتنقلة وفافن-إس إس) في ألمانيا النازية كانت المنظمة الأكثر مسؤولية عن الإبادة الجماعية وعمليات القتل في المحرقة والقوات المسلحة النظامية ممثلة في الفيرماخت ارتكبت جرائم حرب خاصة بها، خاصة على الجبهة الشرقية في الحرب ضد الاتحاد السوفيتي.

## إنشاء الفيرماخت
هم قوات نازيه المانيه بذلك الوقت
وكانت المقاتل الاول والجبهه الاولى في الجيش

## أوامر جنائية

### أمر تفويض
اعتبرت الحرب ضد الاتحاد السوفيتي واحدة من الاختلافات الأيديولوجية والعرقي، ونص على التصفية الفورية للمفوضين السياسيين في الجيش الأحمر. تم صياغة الأمر في عام 1941 بمشاركة القيادة العليا للجيوش الألمانية والتي أصدرتها القيادة العليا للفيرماخت. رحب بها الجنرال فرانز هالدر وكتب أن «القوات يجب أن تشارك في الإيديولوجية في الحملة الشرقية حتى النهاية».

## إيطاليا
في 26 مارس 1944، أُطلق النار على 15 من ضباط الجيش وكل من أرتدى الزي العسكري دون محاكمة في لا سبيتسيا، بإيطاليا، بعد أوامر من قائد فيلق الجيش الألماني الخامس والسبعين، الجنرال أنتون دوستلر، على الرغم من معارضة مرؤوسيه من لواء القلعة رقم 135. حُكم على دوستلر بالإعدام من قبل محكمة عسكرية أمريكية وأُعدم رمياً بالرصاص في ديسمبر 1945.

## جرائم الجنس

### نظام دعارةالفيرماخت

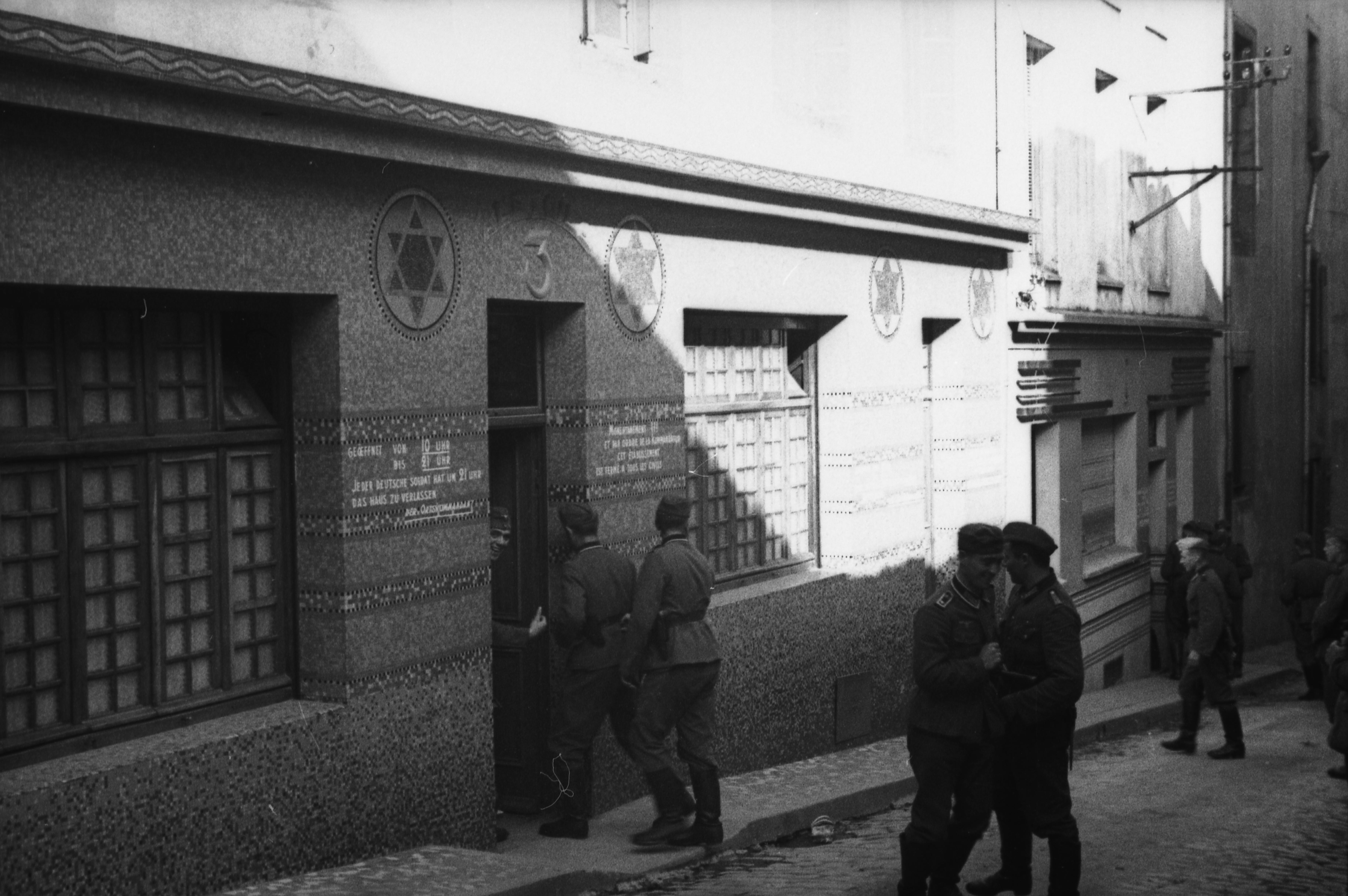
بيت للدعارة العسكرية (Soldatenbordell) في بريست، فرنسا ، يقع في ما كان كنيس يهودي يوما ما

في ظل الاحتلال الألماني، تم وضع نظام واسع الانتشار للرق الجنسي (البغاء القسري). كان الفيرماخت يدير بيوت الدعارة حيث تُجبر النساء على العمل.  كان سبب تأسيس بيوت الدعارة هذه خوف المسؤولين الألمان من الأمراض التناسلية والأنوانية (العادة السرية). لفت Oberfeldarzt der Wehrmacht (كبير الأطباء الميدانيين في الفيرماخت) الانتباه إلى «خطر انتشار الشذوذ الجنسي». 
في 3 مايو 1941، أصدرت وزارة الخارجية للحكومة البولندية في المنفى في لندن وثيقة تصف الغارات الجماعية التي نفذت في المدن البولندية بهدف القبض على الشابات، اللائي أجبرن في وقت لاحق على العمل في بيوت الدعارة التي أرتادها ضباط وجنود ألمان. 
في الاتحاد السوفيتي، تم اختطاف النساء من قبل القوات الألمانية لدعارة؛ ذكر تقرير للمحكمة العسكرية الدولية أن «القيادة الألمانية في مدينة سمولينسك فتحت بيت للدعارة للضباط في أحد الفنادق التي كان يقودها المئات من النساء والفتيات؛ تم جرهم بلا رحمة إلى الشوارع من أذرعهم وشعرهم».
لم تحاكم محاكمات نورمبرغ أي شخص بتهمة الاغتصاب أو أي عنف جنسي آخر؛ تم تعريف الاغتصاب باعتباره جريمة ضد الإنسانية، لكن المدعين العامين اعتبروا أن مثل هذه الجرائم «ليس لها صلة بالحرب». 

## التجارب البشرية

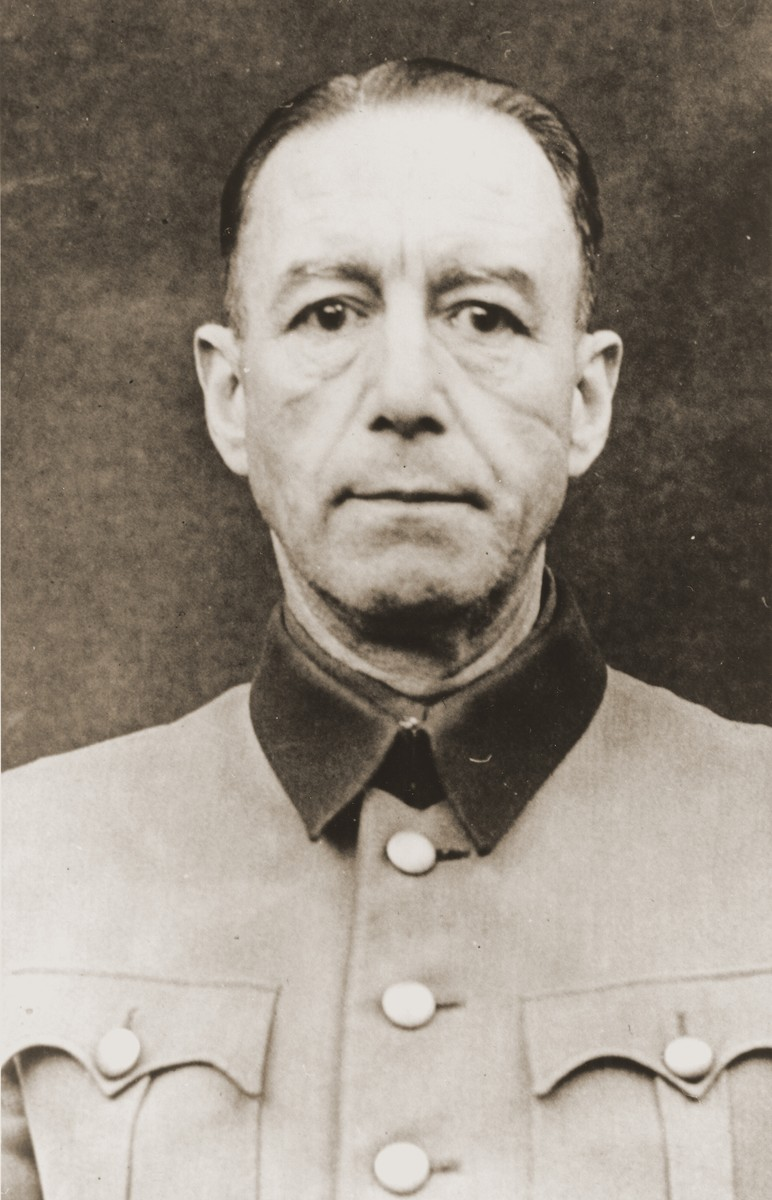
سيغفريد هاندلوسر كان رئيس الخدمات الطبية للقوات المسلحة. تمت إدانته بالفشل في منع التجارب الإنسانية النازية وحكم عليه بالسجن مدى الحياة.

طوال الحرب، شاركت ألمانيا في العديد من التجارب على الأسرى البشر. كان لدى الفيرماخت معرفة كاملة بتلك التجارب، وأجرى بعض التجارب الخاصة به. قدمت المساعدة فيما يتعلق بما يلي:
- اختبارات الارتفاعات العالية
- شرب مياه البحر
- تجميد جسم الإنسان
- بحوث التيفوس.[13]

في كثير من الحالات، تم اختبار مواضيع الاختبار، حتى لو نجوا، بعد ذلك لدراسة أي تغييرات داخل أجسادهم حدثت أثناء التجربة.

## الحرب البيولوجية
خلال الحرب، حاول أعضاء الفيرماخت التأثير على قرار هتلر لدراسة الحرب البيولوجية فقط فيما يتعلق بالدفاع. حث رئيس قسم العلوم في الفيرماخت، إريك شومان، الفوهرر على أن "أمريكا يجب أن تتعرض للهجوم في وقت واحد مع مختلف مسببات الأمراض الوبائية البشرية والحيوانية، وكذلك الآفات النباتية.  تم إعداد الاختبارات المعملية لاستخدام الطاعون والجمرة الخبيثة والكوليرا والتيفوئيد. كما تمت دراسة إمكانية استخدام مرض الحمى القلاعية ضد بريطانيا.

## وجهات نظر ما بعد الحرب

### Wehrmachtsausstellung
The Wehrmachtsausstellung ((بالألمانية: German Army exhibition) اسم معرضين يركزان على جرائم الحرب في الفيرماخت التي ارتكبت على الجبهة الشرقية من 1941 إلى 1944. من 1995 إلى 1999 في الشكل الأصلي، ومن 2001 إلى 2004 في شكل منقح. قام هانز هير بترتيب المعارض وسافر إلى أكثر من 33 مدينة ألمانية ونمساوية. لقد ساعدوا في تحطيم أسطورة الفيرماخت النظيفة في ألمانيا. [بحاجة لمصدر]

## تحليل الصور والرسائل

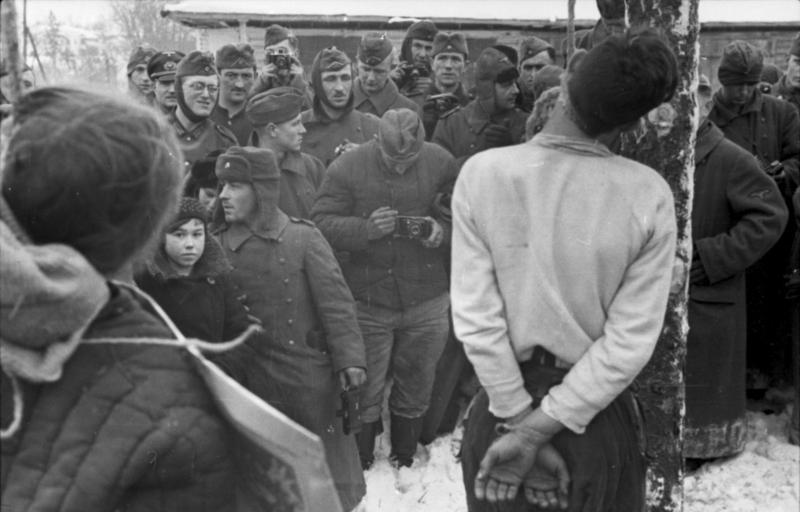
جنود ألمان يصورون شنقاً لمواطنين سوفيات متهمين بأنهم من المحاربين

### اقتباسات
1. ↑  فرانز؛ السياسات، المركز العربي للأبحاث ودراسة (1 يناير 2017). البهيموت: بنية الاشتراكية القومية (النازية) وممارستها. المركز العربي للأبحاث ودراسة السياسات. ISBN:978-614-445-125-0. مؤرشف من الأصل في 2020-07-01.
2. 1 2  Förster 1998.
3. ↑  Förster 1989, p. 502.
4. ↑  United Nations War Crimes Commission (1949). "The Dostler Case: Trial of General Anton Dostler, Commander of the 75the German Army Corps". Law-Reports of Trials of War Criminals. I.نسخة محفوظة 5 أكتوبر 2013 على موقع واي باك مشين.
5. ↑  Emery, Kent, Jr. (March 2003). "We Must Pray Fervently "and Precisely" for our Soldiers: The Case of General Anton Dostler". Common Sense. 17 (5). Archived from the original on March 5, 2004.نسخة محفوظة 16 ديسمبر 2019 على موقع واي باك مشين.
6. ↑  "RG-46.01.03, A brothel for German soldiers in Brest, France, 1940 housed in a former Jewish synagogue | Los Angeles Museum of the Holocaust". www.lamoth.info. مؤرشف من الأصل في 2019-12-16. اطلع عليه بتاريخ 2019-09-15.
7. 1 2  Gertjejanssen, Wendy Jo (2004). Victims, Heroes, Survivors: Sexual Violence on the Eastern Front during World War II (PhD thesis). University of Minnesota.
8. ↑  Seifert, Ruth, War and Rape. Analytical Approaches, الرابطة النسائية الدولية للسلام والحرية, archived from the original on May 29, 2009 نسخة محفوظة 16 ديسمبر 2019 على موقع واي باك مشين.
9. ↑  Trial of the Major War Criminals before the International Military Tribunal . 7. Nuremberg, Germany: International military tribunal – Nuremberg. 1947. p. 456. مركز المكتبة الرقمية على الإنترنت 300473195. نسخة محفوظة 13 مايو 2019 على موقع واي باك مشين.
10. 1 2  Gmyz, Cezary. "Seksualne Niewolnice III Rzeszy ("Sex slaves of the Third Reich")". Wprost. نسخة محفوظة 4 مارس 2016 على موقع واي باك مشين.
11. ↑  Ostrowska, Joanna; Zaremba, Marcin (November 4, 2009). "Do burdelu, marsz!" [To a Brothel, March!]. Polityka.
12. ↑  Askin, Kelly Dawn. "War crimes against women: prosecution in international war crimes tribunals". p. 72.
13. ↑  Annas, George J.; Grodin, Michael A. (1995). The Nazi Doctors and the Nuremberg Code: Human Rights in Human Experimentation. Oxford University Press USA. p. 88.
14. ↑  Serwise Informacyjny, Zagłada (Information Service, Holocaust). "DiaPozytyw Zagłada, Doświadczenia pseudomedyczne" [Extermination: Pseudo-medical experiments]. Warsaw: Instytut Adama Mickiewicza. Archived from the original on October 16, 2007.
15. ↑  Deichmann 1999, pg 280.
16. ↑  Deichmann 1999, pg 281.